# Ladenbergia pavonii
Ladenbergia pavonii är en måreväxtart som först beskrevs av Aylmer Bourke Lambert, och fick sitt nu gällande namn av Paul Carpenter Standley. Ladenbergia pavonii ingår i släktet Ladenbergia och familjen måreväxter. IUCN kategoriserar arten globalt som nära hotad.
Artens utbredningsområde är Ecuador. Inga underarter finns listade i Catalogue of Life.